# Liste des stations du métro de Yokohama
La liste des stations du métro de Yokohama est une liste alphabétique des stations du métro de Yokohama, au Japon. 

## Liste par ordre alphabétique
- Haut – A
- B
- C
- D
- E
- F
- G
- H
- I
- J
- K
- L
- M
- N
- O
- P
- Q
- R
- S
- T
- U
- V
- W
- X
- Y
- Z

### A
- Azamino

### B
- Bandobashi

### C
- Center Kita
- Center Minami

### G
- Gumyoji

### H
- Higashi-yamata
- Hiyoshi
- Hiyoshi-honcho

### I
- Isezaki-chojamachi

### K
- Kaminagaya
- Kami-Ōoka
- Kannai
- Katakuracho
- Kawawacho
- Kishine-koen
- Kita-shin-yokohama
- Kita-yamata
- Konanchuo

### M
- Maioka
- Maita
- Mitsuzawa-kamicho
- Mitsuzawa-shimocho

### N
- Nakada
- Nakagawa
- Nakamachidai
- Nakayama
- Nippa

### O
- Odoriba

### S
- Sakuragichō
- Shimoiida
- Shimonagaya
- Shin-Yokohama
- Shōnandai

### T
- Takashimacho
- Takata
- Tateba
- Totsuka
- Tsuzuki-fureainooka

### Y
- Yokohama
- Yoshinocho